# Пък (Шекспир)
Вижте пояснителната страница за други значения на Пък.
Пък, познат още като Робин Гудфелоу, е герой от пиесата на Уилям Шекспир „Сън в лятна нощ“, който е базиран на едноименния персонаж от английската митология. Пък е умен и палав елф, който е персонификация на умелия измамник или на хитрия негодник. В пиесата Пък е представен като проницателен и хитър дух и весел скиталец в нощта. Той е шутът на Оберон, кралят на елфите, който постоянно се забавлява с всяка възложена задача.